# Route nationale 357
Die Route nationale 357, kurz N 357 oder RN 357, war eine 19 Kilometer lange französische Nationalstraße, die von 1933 bis 1973 zwischen der N 353 am östlichen Ortsrand von Orchies und der N 43 nordwestlich von Bouchain verlief.